# 懂布错
懂布错位于中国西藏自治区那曲市尼玛县境内，地处尼玛县南部。湖面海拔4645米，面积27平方公里。湖泊分为南北两部分，期间以宽约100米的水道相连。湖区年均气温0～2℃左右，年均降水量200～300毫米。湖水主要靠地表径流补给。